# 79-та фольксгренадерська дивізія (Третій Рейх)
79-та фольксгренадерська дивізія (Третій Рейх) (нім. 79. Volksgrenadier-Division) — піхотна дивізія народного ополчення (фольксгренадери) вермахту за часів Другої світової війни.

## Історія
79-та фольксгренадерська дивізія створена 27 жовтня 1944 року у Торні в Західній Пруссії за рахунок підрозділів 586-ї фольксгренадерської дивізії. Лише 10 відсотків особового складу становили ветерани бойових дій 79-ї піхотної дивізії, розбитої Червоною армією в Другій Яссько-Кишинівській операції; решта комплектувалася за рахунок резервістів та ополченців. 11 грудня 1944 року 79-та фольксгренадерська дивізія зосередилася поблизу Бітбурга, де увійшла до резерву 7-ї польової армії. Маючи лише половину від штатної чисельності, 79-та дивізія готувалася до участі в операції «Гербстнебель».
21 грудня 1944 року 79-та фольксгренадерська дивізія вирушила до району зосередження поблизу Дікірха, Люксембург. 24 грудня 1944 року фольксгренадери спільно з гренадерською бригадою «Фюрер» здійснили серію атак на 80-у американську піхотну дивізію. Метою було захопити місто Хайдершайд, в якому знаходився стратегічний міст через річку Зауер. Обидва з'єднання зазнали дуже великих втрат, особливо коли 26 грудня більшість артилерії фольксгренадерської дивізії та бронетехніки бригади «Фюрер» були знищені американськими винищувачами. 79-та дивізія почала відступати до містечка Бауншайд, щоб утримати там ще один стратегічний плацдарм; вона не змогла встояти проти атак 80-ї піхотної дивізії США.
Після продовження важких боїв у січні 1945 року дивізія потрапила під удар американських військ у Гайдельберзі та Дармштадті. У середині квітня залишки 79-ї билися в околицях Ротенбург-на-Таубері під назвою Бойова група «Гуммель». Останній організований підрозділ 79-ї фолькгренадерської дивізії здався американській армії 14 квітня 1945 року. Поодинокі групи гренадерів 79-ї фолькгренадерської дивізії вели бойові дії в Альпах.

## Райони бойових дій
- Польща (жовтень — грудень 1944);
- Люксембург (грудень 1944 — січень 1945);
- Німеччина (січень — квітень 1945).

## Командування

### Командири
- генерал-майор Еріх Вебер (нім. Erich Weber) (1 листопада 1944 — 25 лютого 1945);
- оберст Райнгерр (нім. Reinherr) (лютий — березень 1945);
- оберст Курт Гуммель (нім. Kurt Hummel) (березень — березень 1945);
- оберстлейтенант фон Гобе (нім. von Hobe) (березень — квітень 1945).

### Підпорядкованість
| Час       | Корпус         | Армія  | Група армій (округ) | Штаб         |
| --------- | -------------- | ------ | ------------------- | ------------ |
| 1944      |                |        |                     |              |
| 11 грудня | LIII ак        | 7-ма А | Група армій «B»     | Люксембург   |
| 24 грудня | LXXXV ак       | 7-ма А | Група армій «B»     | Люксембург   |
| 1945      |                |        |                     |              |
| 1 січня   | LXXXV ак       | 7-ма А | Група армій «B»     | Люксембург   |
| 12 січня  | LIII ак        | 7-ма А | Група армій «B»     | Мозель, Трир |
| березень  | XIII ак        | 7-ма А | Група армій «B»     | Мозель, Трир |
| квітень   | XIII корпус СС | 1-ша А | Група армій «G»     | Неккар       |

## Склад
| 1944                                   |
| -------------------------------------- |
| 208-й гренадерський полк               |
| 212-й гренадерський полк               |
| 226-й гренадерський полк               |
| 179-й артилерійський полк              |
| 79-та фузилерна рота                   |
| 179-й протитанковий дивізіон           |
| 179-й інженерний батальйон             |
| 179-те дивізійне управління постачання |
| 179-й дивізійний батальйон зв'язку     |
| 179-й запасний батальйон               |

## Нагороджені дивізії
Нагороджені дивізії
|  | Кавалери Лицарського хреста Залізного хреста                                                               | 2 |
|  | Кавалери Почесної відзнаки Сухопутних військ «Почесна застібка на орденську стрічку для Сухопутних військ» | 3 |